# Artur Łodyga
Artur Łodyga (ur. 7 stycznia 1971 w Żytnie) – polski aktor teatralny i filmowy.

## Życiorys
W 1996 roku ukończył studia na Wydziale Aktorskim PWSFTviT w Łodzi. 30 marca tego samego roku miał miejsce jego debiut teatralny – wystąpił w roli Jaszy w „Wiśniowym sadzie” na scenie Wrocławskiego Teatru Współczesnego. Występował na scenach następujących teatrów:
- Teatr Współczesny we Wrocławiu (1996-98)
- Teatr Nowy w Łodzi (1998−2000)
- Teatr Zwierciadło w Łodzi (1999)

## Filmografia
- 1997–2011: Klan − Munio, kochanek Anny Surmacz
- 1998: Syzyfowe prace − Michalski
- 2000–2004: Lokatorzy − Piotr, chłopak Krysi (odc. 13); Kaziu Pałubiak, starszy brat Misi (odc. 124); Marek (odc. 204)
- 2000: Syzyfowe prace − Michalski
- 2001: Marszałek Piłsudski (odc. 1)
- 2001: Miasteczko (odc. 55)
- 2002–2003: Kasia i Tomek − właściciel marynarki (głos, I seria odc. 19); taksówkarz (głos, II seria, odc. 26)
- 2002-2010: Samo życie − mecenas Orlikiewicz
- 2003–2010: Na Wspólnej − 3 role: kelner w hotelowej restauracji; sprzedawca w sklepie sportowym; kierowca
- 2003: Plebania − kierowca (odc. 280)
- 2003: Pogoda na jutro − ochroniarz w studiu telewizyjny
- 2004: Bulionerzy − agent BOR-u (odc. 13)
- 2005: Pensjonat pod Różą − Janek, kochanek Elizy (odc. 54 i 55)
- 2005: Wieża
- 2006: Kopciuszek − szef agencji
- 2006–2007: Na dobre i na złe − sanitariusz (odc. 246 i 286)
- 2007: Ekipa − spiker (odc. 7 i 10)
- 2007: Niania − Rysiek (odc. 73)
- 2007–2011: Pierwsza miłość − 3 role: kierownik budowy; szef w firmie obsługującej seks-telefon; Aleksander Bielecki, słuchacz Akademii Podrywania
- 2008: Agentki − pracownik pubu (odc. 6)
- 2008–2009: BrzydUla − Bączek, menedżer w banku
- 2008: Hela w opałach − Maniek (odc. 42)
- 2008: Hotel pod żyrafą i nosorożcem − prezenter (odc. 4)
- 2008: M jak miłość − sędzia piłkarski (odc. 635)
- 2008: Skorumpowani − komisarz Maksymilian
- 2008: Skorumpowani − komisarz Maksymilian
- 2009: 39 i pół − Piotrek, kolega Pauli (odc. 15 i 28)
- 2009: Przeznaczenie − Jarek, wspólnik Grabowskiego (odc. 5)
- 2009: Rajskie klimaty − Molak
- 2010: Licencja na wychowanie − nauczyciel Piotr Fritzl (odc. 21)
- 2010: Ludzie Chudego − podejrzany Eryk (odc. 9 i 10)
- 2010: Ojciec Mateusz − Marek Podgórski (odc. 63)
- 2010: Usta usta − Stefan (odc. 6)
- 2011: Wojna żeńsko-męska − redaktor
- 2011: Aida − Marek (odc.9)
- 2011: Hotel 52 − księgowy (odc. 47)
- 2012: Prawo Agaty − Jacek Nowacki, mąż Jadwigi (odc. 11)
- 2012: Na krawędzi − January Skarbek-Trzebnicki, asystent Leszczyńskiego (odc. 9 i 11)
- 2016 –2017: Ojciec Mateusz − prokurator (odc. 207, 221)
- 2017: Szpital dziecięcy − dr Wojciech Borowski, pediatra (odc. 15-17)
- 2017: Na sygnale − dawny pacjent dziękujący za ratunek (odc. 42)
- 2018: M jak miłość − Eugeniusz Jasiński, nowy właściciel cukierni (odc. 1478)
- 2020: W rytmie serca − nowy właściciel piekarni (odc. 73)
- 2020: M jak miłość − mężczyzna (odc. 1542)
- 2021: M jak miłość − szef Bartka (odc. 1579)